# Mothra (película)
Mothra (jap. モスラ Mosura) es una película de fantasía y ciencia ficción dirigida por Ishirō Honda y de 1961. Es la primera película donde aparece el kaiju Mothra, seguida por Mothra vs. Godzilla.
El argumento ha sido después reciclado y reutilizado en las películas King Kong vs. Godzilla y Mothra vs. Godzilla. Ambas escritas por Shinichi Sekizawa.

## Argumento
En una isla dañada por la radiación, una expedición entra en contacto por primera vez con un pueblo indígena. Un empresario intenta explotar los recursos de la isla, pero tiene que confrontarse con la deidad protectora de ella. Capturan a las "Shobijin" (literalmente 'pequeñas bellezas'), una especie de hadas japonesas. Vuelven con ellas a Japón. Pero Mothra, el protector de la isla y de su pueblo les va de ayuda para liberarlas y regresar con ellas a su patria.
Después de llegar a Japón, aún en la forma de larva, destruye unos edificios. El ejército intenta matar al "kaiju", sin éxito. Tras venir a una ciudad, se vuelve una pupa y luego sale de ella una polilla grande, la forma adulta de Mothra. Ahora puede dirigirse más rápido volando a la isla Rolisica, adonde han sido trasladadas las "Shobijin".
Allí provoca un gran terror, pero pronto se halla una manera de tranquilizarlo, después le devuelven las hadas y Mothra regresa con ellas a su isla natal.

## Reparto
- Frankie Sakai como Zen'ichirō Fukuda.
- Kyōko Kagawa como Michi Hanamura.
- Hiroshi Koizumi como Dr. Shinichi Chujo
- Ken Uehara como Dr. Harada
- Jerry Ito como Clark Nelson.
- Yumi Ito y Emi Ito como las Shobijin.[2]
- Takashi Shimura como Sadakatsu Amano.
- Masamitsu Tayama como Shinji Chujo.
- Kenji Sahara como Piloto del Helicóptero.
- Akihiko Hirata como Doctor.
- Robert Dunham como un ciudadano de Rolisica.[3]
- Haruo Nakajima y Katsumi Tezuka como Mothra (larva).[4]

## Producción
El argumento escrito por Shinichi Sekizawa tiene la base en la novela The Luminous Fairies and Mothra de Takehiko Fukunaga.